# Spodoptera littoralis
Spodoptera littoralis són una espècie de lepidòpter ditrisi de la família dels noctúids (Noctuidae) molt comú a Àfrica i Europa meridional.

## Morfologia
Els ous són de color blanc groguenc, pràcticament esfèrics i mesuren uns 0,6mm. Sovint coberts per pèls o escames de l'abdomen de la femella.
Les larves, en descloure, tenen una longitud de 1mm de llargada i 0,2 mm d'amplada. En el punt més àlgid de creixement, poden arribar a una longitud aproximada de 5 cm i una amplada de 8 mm. El color predominant en les larves és un gris fosc, amb pigments que formen petites taques i punts de color groc i negre. L'aparença i notorietat d'aquesta pigmentació externa, però, depèn en gran part de l'aliment consumit per la larva.
En els últims estadis larvals abans de la formació de la pupa, la seva mida es redueix fins a més de la meitat i es tornen immòbils. Les pupes mesuren de 10 a 15 mm de llargada i uns 4 mm d'amplada. Inicialment són de color blanc groguenc, amb tocs de verd i marró clar. Al cap d'unes hores i a mesura que la cutícula s'asseca el color marró es torna predominant. Amb el pas dels dies, es va enfosquint fins a esdevenir marró molt fosc proper al negre.
Les ales dels adults tenen una envergadura de 3 a 4,5 cm. Són de color marró clar amb múltiples taques, amb dibuixos poc definits a base de gris, negre i blanc com a colors predominants.

## Cicle vital
Una vegada la femella ha post els ous, aquests triguen entre 5 i 6 dies a descloure. En condicions òptimes, el desenvolupament de les larves dura aproximadament uns 20 dies. En aquest punt, comencen el procés de formació de la pupa. De 2 a 3 dies més tard la pupa ja està completament formada. De 9 a 12 dies després, l'adult emergeix. La longevitat dels adults és variable però solen viure entre 8 i 10 dies.
En total, doncs, Spodoptera littoralis triga entre 45 i 55 dies a completar el seu cicle vital. Durant el seu desenvolupament, les larves es desprenen múltiples vegades de la cutícula entre els diferents estadis larvals.

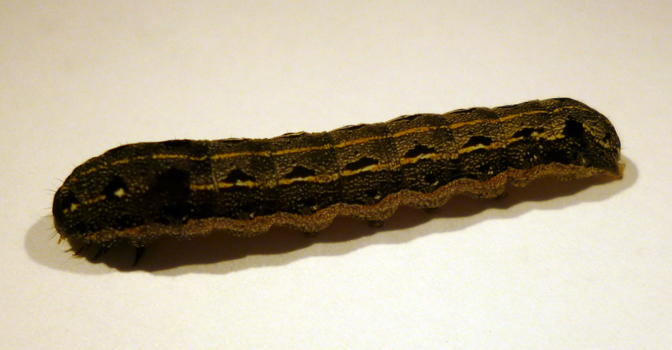
Larva de Spodoptera littoralis
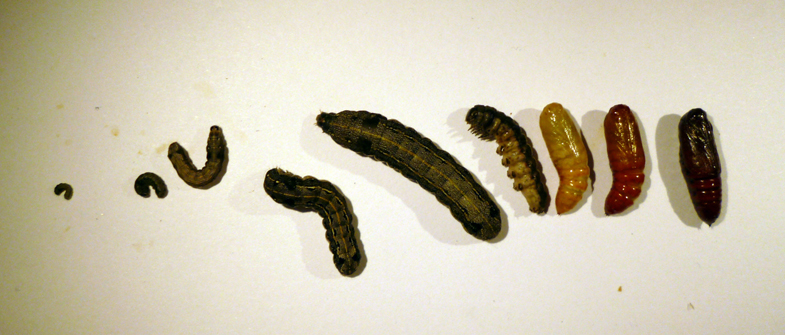
Seqüència de desenvolupament de larves i pupes de Spodoptera littoralis